# Gesetz über das gerichtliche Verfahren in Landwirtschaftssachen
Das Gesetz über das gerichtliche Verfahren in Landwirtschaftssachen regelt das Verfahren für die sogenannten Landwirtschaftssachen, die in § 1 des Gesetzes näher definiert sind.
Über Landwirtschaftssachen entscheidet in erster Instanz das Amtsgericht als Landwirtschaftsgericht. Es folgen das Oberlandesgericht als Berufungsinstanz und der Bundesgerichtshof als Revisionsinstanz. In allen Instanzen kommen ehrenamtliche Richter zum Einsatz, auch in den Senaten der Oberlandesgerichte und dem Bundesgerichtshof.
Landwirtschaftssachen sind meistens Verfahren der freiwilligen Gerichtsbarkeit. Auf sie ist das Gesetz über das Verfahren in Familiensachen und in den Angelegenheiten der freiwilligen Gerichtsbarkeit (FamFG) sinngemäß anzuwenden, soweit das LwVfG nichts anderes bestimmt (§ 9, § 48 LwVfG).